# Lathrotriccus
Genre
Lathrotriccus est un genre de passereaux d'Amérique du Sud nommés moucherolle. Ils ressemblent beaucoup aux Empidonax.

## Liste d'espèces
D'après la classification de référence du Congrès ornithologique international (ordre phylogénique) :
- Lathrotriccus euleri (Cabanis, 1868) – Moucherolle d'Euler
- Lathrotriccus griseipectus (Lawrence, 1869) – Moucherolle à poitrine grise